# Byblitea cyaneomaculata
Byblitea cyaneomaculata es un insecto coleóptero de la familia Chrysomelidae.
Fue descrita científicamente por primera vez en 1925 por Bowditch.